# Blaze (grupo ecuatoriano)
Blaze fue una banda thrash metal, formada en 1984 en Guayaquil, Ecuador.

## Inicios
Inspirados por la nueva ola del heavy metal británico y la movida thrash de los años ochenta (Metallica, Kreator, Sodom, Slayer), Blaze fue fundada por el guitarrista Dennis Mancero, Juan Carlos Alza, "Cachito" Abarca, Fabián Erazo y el cantante John Erick.

## Trayectoria
En 1985 publican su primer sencillo, Death Machine, que incluye el tema homónimo y la canción "No podrás con él", editado por el sello independiente Orión Emporio Musical de Guayaquil. En 1988 la banda vuelve a estudio para grabar su siguiente EP, Cancerbero, editado por Teen Fediscos con la siguiente alineación: Jimmy Barona (bajo), Jhon Erick (voz), Manolo Castro (primera guitarra), Dennis Mancero (guitarra rítmica) y Carlos Alberto Tapia (batería), con los temas "From here to eternity" y la versión original de "Cancerbero" que se convertiría en un clásico del metal ecuatoriano y sería regrabada e incluida en la Antología del Rock Ecuatoriano Vol. 1, del Ministerio de Cultura y Patrimonio en 2014.
En 1989, Blaze obtuvo un reconocimiento por parte del programa MTV Internacional, conducido por Daisy Fuentes, que en ese entonces se transmitía en Ecuador por Gamavisión y había organizado un concurso para bandas y músicos locales de rock y pop de la época, entre los que participaron Tranzas, Demolición, Barro, Tarkus, Claudio Durán y Riccardo Perotti.
Tras un paréntesis de los escenarios y nuevos cambios en su alineación, Blaze vuelve en 1998 con el larga duración Six Feet Into Reality, editado por Psiqueros Records, y del cual promocionaría el corte "Your fate", difundido en televisión nacional, y con un multitudinario concierto en la Plaza Santo Domingo de Quito, junto a la también recordada agrupación quiteña Barak. En 1999 participan en el festival Pululahua, Rock desde el Volcán.
En 2002 publicaría su última producción discográfica, Blaze.
Pese a que el grupo mencionó la posibilidad de editar un nuevo disco recopilatorio de todos sus éxitos en 2014, sus integrantes no volvieron a pronunciarse.
Por su parte, Dennis Mancero publicó en 2016 un álbum junto a su nueva banda, Arrechos.

## Última alineación
- Dennis Mancero (guitarra)
- Manolo Castro (guitarra primera)
- Carlos Alberto Tapia (batería)
- James Sloan (bajo y voz)

## Discografía
- Death Machine (EP, 1985)
- Cancerbero (EP, 1989)
- Six feet into reality (1998)
- Blaze (2002)